# گیرچوتسی
گیرچوتسی (به بلغاری: Girchevtsi) یک منطقهٔ مسکونی در بلغارستان است که در شهرستان کیوستندیل واقع شده‌است.